# Marília
Pour les articles homonymes, voir Marilia.
Marília est une municipalité de l'État de São Paulo. Elle se trouve à 443 km de la capitale de l'État par autoroute, 529 km par voie ferrée et 376 km à vol d'oiseau. Sa latitude de 22° 12′ 50″ sud et sa longitude 49° 56′ 45″ ouest, son altitude est à 675 mètres. Sa population selon l'IBGE en 2010 était de 216 684 habitants, ce qui fait que c'est la 13e ville plus importante dans l'État de São Paulo, au nombre d'habitants.

## Histoire
En 1923, Antonio Pereira da Silva et son fils José Pereira da Silva, pionniers de la région, nomment la terre, près des rivières Feio et Peixe, Alto Cafezal.
Un représentant de l'époque, M. Bento de Abreu, originaire de São Carlos et Araraquara, en 1926, porte le terrain à sa succession.
Corenel José Brás (Jose Nogueira da Silva), l'origine familiale de Itapetininga en 1927, fait son « entrée » par Marilia. Les Nogueiras possédaient environ 40 % des terres de la ferme appelée Bomfim. Cette division des parcelles a commencé le processus de civilisation de Marília, anciennement de l'épi Alto Cafezal (« Cafezal Haut »).
L'entreprise ferroviaire de São Paulo a réalisé les voies ferrées de l'État de São Paulo pour se rendre à Lazio. En conformité avec l'esprit de cette entreprise, les routes partant de la succursale ont été nommées dans l'ordre alphabétique. Ainsi de la succursale, la prochaine devait avoir un nom commençant par la lettre "M". Plusieurs noms avaient été proposés : « Marathon », « Mogúncio » et « Macao », mais Bento de Abreu n'était pas satisfait de ceux-ci. C'est à la suite de la lecture du livre de Tomás Antônio Gonzaga Marília de Dirceu lors d'un de ses voyages en Europe par bateau que le secteur prit le nom de Marília.
Ainsi, ce territoire fut nommé officiellement Marília, loi d'État numéro 2.161, du 22 décembre 1926, en tant que district de Cafelandia (Sao Paulo). En 1928, il est élevé au statut de municipalité, par la loi de l'État n° 2320 du 24 décembre, 1928. Depuis la ville fête officiellement sa création le 4 avril 1929.
Au début, l'économie Marília était fondée sur la culture du café qui avec le temps a été remplacée par le coton. En 1934 et 1935, deux moulins à huile ont été installés dans les deux premiers secteurs dans la ville. Avec l'expansion de l'industrialisation de São Paulo, l'accroissement des chemins de fer et des autoroutes permet de lier Marília à diverses régions de l'État de São Paulo et du Paraná du Nord.
Dans les années 1940, la ville elle-même établie comme un développement du Paulista Ouest, il y avait un nombre important et croissant de la population urbaine.
Dans les années 1970, un nouveau cycle industriel permit à la ville l'installation de nouvelles industries, principalement dans l'industrie alimentaire et la métallurgie. Avec l'installation de plusieurs filières universitaires, Marília peut attirer davantage de personnes sur la région qui ont contribué au développement du commerce dans la ville.
Marília compte aujourd'hui environ 50 industries alimentaires dans la zone connue sous le nom de la « capitale nationale de l'alimentation ».

### Maires
| Période | Période | Identité                   | Étiquette | Qualité |
| ------- | ------- | -------------------------- | --------- | ------- |
| 2005    | 2012    | Abelardo Camarinha         | PSB       |         |
| 2005    | 2012    | Mário Bulgarelli           | PDT       |         |
| 2013    | 2016    | Vinícius Almeida Camarinha | PSB       |         |

## Géographie

### Climat
Le climat de la ville est de type tropical d'altitude ou subtropical avec les caractéristiques suivantes :
- Température moyenne annuelle: 20 °C
- Mois le plus chaud en janvier: 25,7 °C
- Mois le plus froid en juin: 14,2 °C
- Absolue maximale: 39,4 °C
- Minimale absolue: -3,6 °C

### Démographie
Données démographiques : Données du recensement - 2000
- Urbaine : 189 719
- Rurales : 7 623
- Hommes : 96 502
- Femmes : 100 840
- Densité de population (habitants/km2) : 186,42 (2007)
- Mortalité infantile pour 1 an (pour mille) : 15,57
- Espérance de vie (ans) : 74.37
- Taux de fécondité (enfants par femme) : 2,21
- Taux d'alphabétisation : 95,35 %
- Indice de développement humain (IDH) : 0,821
- HDI-R sur le revenu : 0,885
- HDI-L Longévité : 0,822
- HDI-E Éducation : 0,962

## Économie
Marília possède un parc industriel avec une industrie alimentaire et de la métallurgique. Des industries multinationales comme Coca-Cola et Nestlé y sont implantées, côtoyant celles nées à Marilia comme Dori (confiture) et Sasasaki (portes et fenêtres).
Dans le secteur agricole, le café, les arachides, le caoutchouc, la pastèque, la noix de coco, le manioc et le maïs se distinguent.
En outre, Marilia a aussi des élevages porcins, bovins et de volailles. Son commerce se distingue également dans sa microrégion.

## Culture
Beaucoup de descendants portugais, italiens, espagnols et japonais vivent à Marília. Les Portugais sont les colons du Brésil, la langue officielle est le portugais. Les immigrants espagnols, italiens et japonais arriveront plus tard et s'implanteront dans la région. Marília a une grande concentration de descendants de Japonais qui ont créé le Club Nicckey afin de préserver leurs traditions dans la ville et dans tous les mois d'avril, ils développent Japon Fest.
La ville possède une forêt publique avec 17,39 hectares, le Rangel Pietraróia.

## Éducation
Les collèges et universités de Marília dispensent notamment des cursus de droit, odontologie, pharmacie, médecine, sciences infirmières, ingénierie, journalisme et administration. Il y a deux universités privées (UNIMAR et UNIVEM) et une publique (UNESP). La ville possède également une école publique de médecine FAMEMA.

## Sports
La ville possède un club de football, Marília Atlético Clube, qui a été champion de Copa São Paulo Junior en 1979 et champion de football à deux reprises de deuxième division de l'État de São Paulo.

## Religion
Le christianisme est présent dans la ville comme suit:

### Église Catholique
L'église catholique de la commune fait partie du Diocèse de Marília.

### Église Protestante
Les croyances évangéliques les plus diverses sont présentes dans la ville, principalement pentecôtistes, notamment les Assemblées de Dieu brésiliennes (la plus grande église évangélique du pays),, Congrégation Chrétienne au Brésil, entre autres. Ces dénominations se développent de plus en plus dans tout le Brésil.

## Curiosités
- La plus grande compagnie aérienne brésilienne actuelle, TAM, a commencé en 1961 à Marilia.
- L'actuelle deuxième plus grande banque privée du Brésil, Banco Bradesco, a été fondée en 1943 à Marília.
- La première photographie 360° a été prise à Marilia par le photographe Sebastião Leme.
- Marilia est présente dans le livre Guinness avec la doyenne de saut en parachute, Vó Nena ("Grandma Nena"), en 1992.

## Mariliense célèbres
- Tetsuo Okamoto : nageur qui a remporté la première médaille olympique pour le Brésil, en 1952.
- Jurandir de Freitas : le joueur de football qui a remporté la Coupe du monde de 1962 avec l'équipe nationale brésilienne.
- Lucas Lima, footballeur brésilien
- Augusto Dutra, perchiste brésilien
- Thiago Braz da Silva : perchiste, champion olympique en 2016 à Rio de Janeiro, recordman national et olympique (6,03 m).